# Diecezja Taizhong
Diecezja Taizhong (łac.: Dioecesis Taichungensis) – rzymskokatolicka diecezja ze stolicą w Taizhong w Republice Chińskiej, wchodząca w skład Metropolii Tajpej. Siedziba biskupa znajduje się w Katedrze Jezusa Zbawiciela w Taizhong. 

## Historia
- Diecezja Taizhong powstała 16 kwietnia 1962.

## Biskupi
- ordynariusz: bp Martin Su Yao-wen

## Podział administracyjny
W skład diecezji Taizhong wchodzą 54 parafie.

## Główne świątynie
- Katedra: Katedra Jezusa Zbawiciela w Taizhong